# Szentmarjay Ferenc

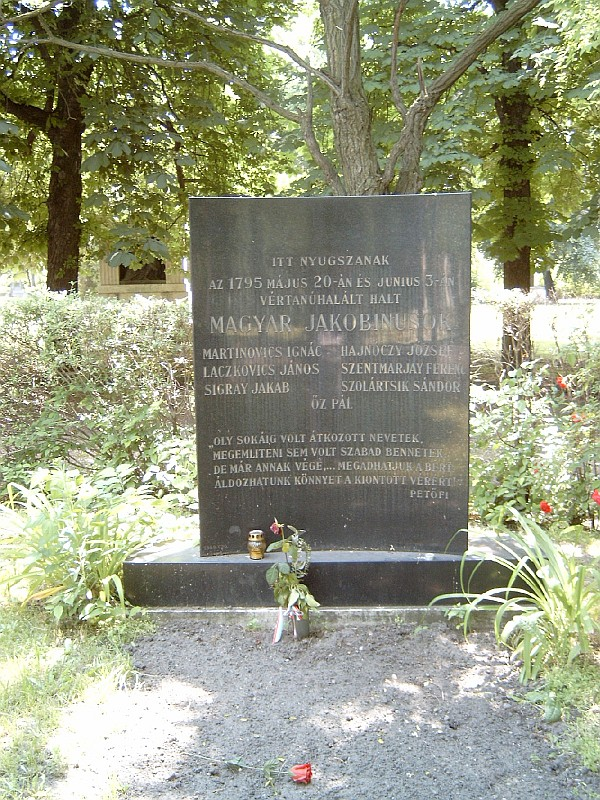
Magyar jakobinusok sírja Budapesten. (Hajnóczy József, Laczkovics János, Martinovics Ignác, Sigray Jakab, Szentmarjay Ferenc, Szolártsik Sándor, Őz Pál). Kerepesi temető: 11/1-sziget.

Szentmarjay Ferenc (1767. – Buda, 1795. május 20.) a magyar jakobinusok egyike. A Vérmezőn kivégezték.

## Életpályája
Születési helye és pontos időpontja ismeretlen. Zemplén vármegyében született, ahol apja, Szentmarjay Imre a Barkóczy grófi család jószágigazgatója volt. Iskolai tanulmányait jelesen végezte és azonkívül megtanulta a tót, német és francia nyelvet. Ezután Sáros vármegye írnoka lett, innen hozta fel Orczy László báró, a királyi kamara alelnöke Budára. Itt a szabadkőműves barátai hatására megismerkedett Montesquieu, Voltaire, Rousseau stb. írásaival. Martinovics Ignác hamar megnyerte a maga eszméinek, társaságában a harmadik igazgató helyére őt jelölte. Az 1794. augusztus 16-át követő éjjel Hajnóczyval, Laczkoviccsal együtt elfogták és Bécsbe vitték. A törvényszéki kihallgatás alkalmával is a forradalmi eszmék hívének mutatta magát. Ítéletében súlyosító körülményül fel van említve, hogy „igen sokakat vezetett a reformátorok társulatába való belépésre”. Kivégezték a budai Vérmezőn 1795. május 20-án.